# Enemy (película de 2013)
Enemy (El hombre duplicado en Hispanoamérica) es una película de suspenso psicológico hispanocanadiense de 2014 dirigida por Denis Villeneuve. Fue ligeramente adaptada por Javier Gullón a partir de la novela del escritor portugués José Saramago, El hombre duplicado (2002).
La película está protagonizada por Jake Gyllenhaal como dos personajes, y Mélanie Laurent, Isabella Rossellini, Sarah Gadon, Stephen R. Hart, y Jane Moffat. Se proyectó en la sección de Presentación Especial en el Festival Internacional de Cine de Toronto de 2013.
Enemy ganó cinco premios canadienses Screen: Mejor director para Denis Villeneuve Premio de Cine y Televisión a la mejor película.
Enemy está nominada para cuatro premios en Crítica de Vancouver: Mejor Película Canadiense, Mejor Director Canadiense para Denis Villeneuve, Mejor Actor Protagonista de una Película Canadiense para Jake Gyllenhaal y Mejor Actriz Secundaria de una Película Canadiense para Sarah Gadon

## Argumento
Un hombre asiste a un espectáculo erótico en un club subterráneo que culmina con una mujer desnuda a punto de aplastar una tarántula viva bajo su plataforma de tacón alto. En otra parte, una mujer joven embarazada se sienta sola en una cama.
Adam Bell, un solitario profesor de Historia de la universidad, alquila una película llamada "Donde hay una voluntad, hay un camino" por recomendación de un colega. Adam ve brevemente a un actor de la película que se parece de manera sorprendente a él. Buscando en internet, Adam identifica al actor como Daniel St. Claire, el nombre artístico de Anthony Claire. Adam alquila las otras dos películas en las que Anthony ha aparecido y desarrolla una obsesión por el hombre, que parece ser su doble físico. Inmediatamente después de esto, busca algunas cajas en su propia casa y encuentra una foto de alguien que se parece a sí mismo con la mano de una mujer sobre su hombro. La parte de la foto que contenía a la mujer ha sido separada del resto de la foto, por lo tanto no es posible identificarla.
La novia de Adam, Mary, se inquieta por el cambio en su conducta. Adam acecha a Anthony, visitando su oficina y llamándolo a casa. Todo el mundo, incluyendo a Helen, la esposa de Anthony embarazada, comienza a confundir a ambos. 
Finalmente Adam y Anthony se encuentran en una habitación de hotel y descubren que son perfectamente idénticos; Una cicatriz que tienen ambos aparece en el costado izquierdo sobre el páncreas, pero Adam es reservado y estudioso mientras que Anthony es impetuoso y sexual. En una ensoñación separada, una araña gigante acecha sobre el horizonte de Toronto. Después de seguir a Mary al trabajo, Anthony se enfrenta a Adam, le acusa de dejar embarazada a Helen, y exige la ropa de Adam y las llaves del coche para igualar la situación manteniendo relaciones sexuales con Mary, prometiendo desaparecer para siempre tras ello. Adam acepta y Anthony lleva a Mary al hotel donde se había encontrado con Adam. Mientras tanto, Adam entra en el apartamento de Anthony donde encuentra una foto enmarcada en una estantería, que se parece a la que había encontrado antes en su propia casa, pero en este caso la foto está intacta y la mujer resulta ser Helen. Helen se da cuenta de que su pareja es una persona diferente por la actitud incómoda de Adam, sin embargo le pide a Adam que se quede y duerma con él. En el hotel, Mary entra en pánico cuando ve la huella del anillo de Anthony ya que Adam no lleva anillo y exige saber quién es. Mary obliga a Anthony a llevarla a su casa, pero los dos se enzarzan en una pelea, y su coche se ve envuelto en un accidente a alta velocidad que presumiblemente mata a los dos.
Al día siguiente, Adam se pone la ropa de Anthony y encuentra la llave del club en un bolsillo de la chaqueta, y se prepara para comenzar la vida como Anthony. Helen sale de la ducha y entra en el dormitorio. Adam le pregunta a Helen si va a hacer algo esa noche y tras la pregunta le informa de que él estará ocupado. Al entrar en el dormitorio, contempla a una tarántula que ahora es del tamaño de la habitación, encorvada contra la pared trasera. Adam, con una mirada resignada, suspira.

## Elenco
- Jake Gyllenhaal como Adam Bell y como Anthony Saint Claire.
- Mélanie Laurent como Mary.
- Sarah Gadon como Helen Claire.
- Isabella Rossellini como la madre de Adam.
- Kedar Brown como guardia de seguridad.
- Darryl Dinn como el empleado de la tienda de videos.
- Stephen R. Hart como Bouncer (sin acreditar).
- Jane Moffat como Eve (sin acreditar).
- Joshua Peace como Carl, el colega de Adam.
- Tim Post como el conserje de Anthony.
- Misha Highstead, Megan Mane y Alexis Uiga como las damas en el cuarto oscuro.